# Ludwig Eberle
Pour les articles homonymes, voir Eberle.
Ludwig Eberle, né le 14 août 1883 à Grönenbach, dans le comté de Memmingen, et  décédé dans la même ville le 31 octobre 1956 est un sculpteur, peintre et graphiste bavarois.

## Biographie

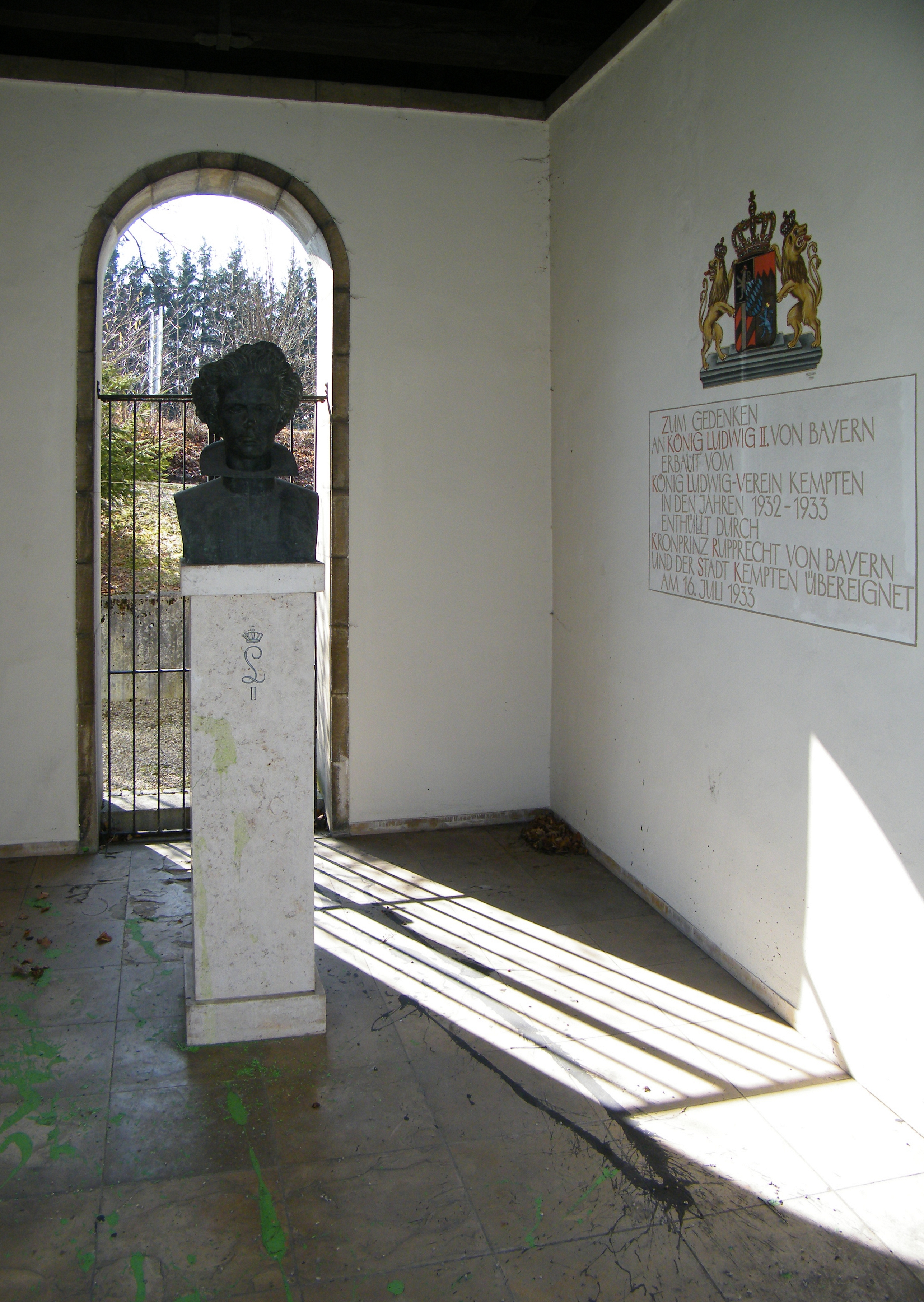
Le buste de Louis II dans le monument de Kempten (König-Ludwig-Denkmal)

Ludwig Eberle est le fils d'un tailleur de pierre de Haute-Souabe. Il suit la même formation à Grönenbach de 1896 à 1899. De 1900 à 1906, il étudie à l'École Royale des Arts appliqués de Munich (Königliche Kunstgewerbeschule München) avec Heinrich Waderé et Anton Pruska. De 1906 à 1914, il complète sa formation à l'Académie des beaux-arts de Munich avec les professeurs Erwin Kurz, Adolf von Hildebrand et Hermann Hahn (de). Il participe à la Première Guerre mondiale comme volontaire.
Ses bustes et de fresques se distinguent principalement par leur sobriété et une certaine forme de néo-historicisme.
Sa ville natale Grönenbach lui a décerné le titre de citoyen d'honneur.

## Œuvres
Les œuvres de Ludwig Eberle sont principalement visibles en Souabe bavaroise.
Pour sa ville natale de Grönenbach, il réalise dans l'hôtel de ville, une fresque sur l'empereur Frédéric III. Pour Kempten, Eberle crée le taureau romain (Stier roman) devant la halle de l'Allgäu, comme un mémorial pour l'élevage des animaux locaux. Il sculpte le buste du roi Louis II de Bavière dans monument au roi Louis (König-Ludwig-Denkmal). Dans la Keck Kapelle de Kempten il restaure les fresques médiévales du chœur. Dans le Kleinwalsertal, il peint des fresques dans l'orphelinat et dans l'église Saint André de Roßhaupten. Eberle réalise des monuments commémoratifs de la Première Guerre mondiale à Attenhausen (1922), Böhen (1924), Bad Grönenbach (1924), Ottobeuren et Solnhofen.